# Agenzia d'affari
Le agenzie d'affari sono imprese che offrono la loro intermediazione per la trattazione di affari altrui e prestano la propria opera a chiunque ne faccia richiesta con esclusione di tutte quelle discipline che richiedono una specifica abilitazione. Sono esempi di agenzie d'affari le agenzie di pubblicità, di vendite all'asta, di disbrigo pratiche amministrative in genere (ma non automobilistiche), di prestiti su pegno, ma ne operano anche in molti altri campi.
In genere svolgono anche un'attività di raccolta di documenti pertinenti per le esigenze degli affari da assistere.
In diritto italiano le agenzie d'affari sono disciplinate dal Testo unico delle leggi di pubblica sicurezza, il quale all'art.115 dispone che non possono aprirsi agenzie di prestiti su pegno o altre agenzie d'affari senza una preventiva licenza rilasciata dal Questore. Ottenutala, l'agenzia deve tenere a disposizione dell'autorità di pubblica sicurezza il registro delle operazioni. 